# ジャスティン・ブランシェ
ジャスティン・ブランシェ（Justin Blanchet、1993年8月25日 - ）は、カナダの元ラグビー選手。

## プロフィール
- カナダ・モントリオール出身[1]
- 現役時代のポジションはフランカー(FL)。
- 身長 193cm、体重 98kg
- カナダ代表通算キャップ数は7。

## 略歴
エクセター・チーフスを経て、2014年、ベッドフォード・ブルーズに加入。 
2019年、ラグビーワールドカップ2019のカナダ代表に追加召集。同年、現役を引退した。